# Playa de Soesto
La playa de Soesto está situada en el municipio de Lage (provincia de La Coruña, Galicia, España).

## Características
Es una playa de gran belleza, donde con frecuencia se celebran competiciones de surf.

## Accesos
Se puede llegar a la playa desde el pueblo de Lage por un camino (1500 m) o por carretera (3.7 km).
Desde el aparcamiento, donde existe un área recreativa, se accede a la playa por pasarelas, para no dañar el entorno dunar.

## Galería

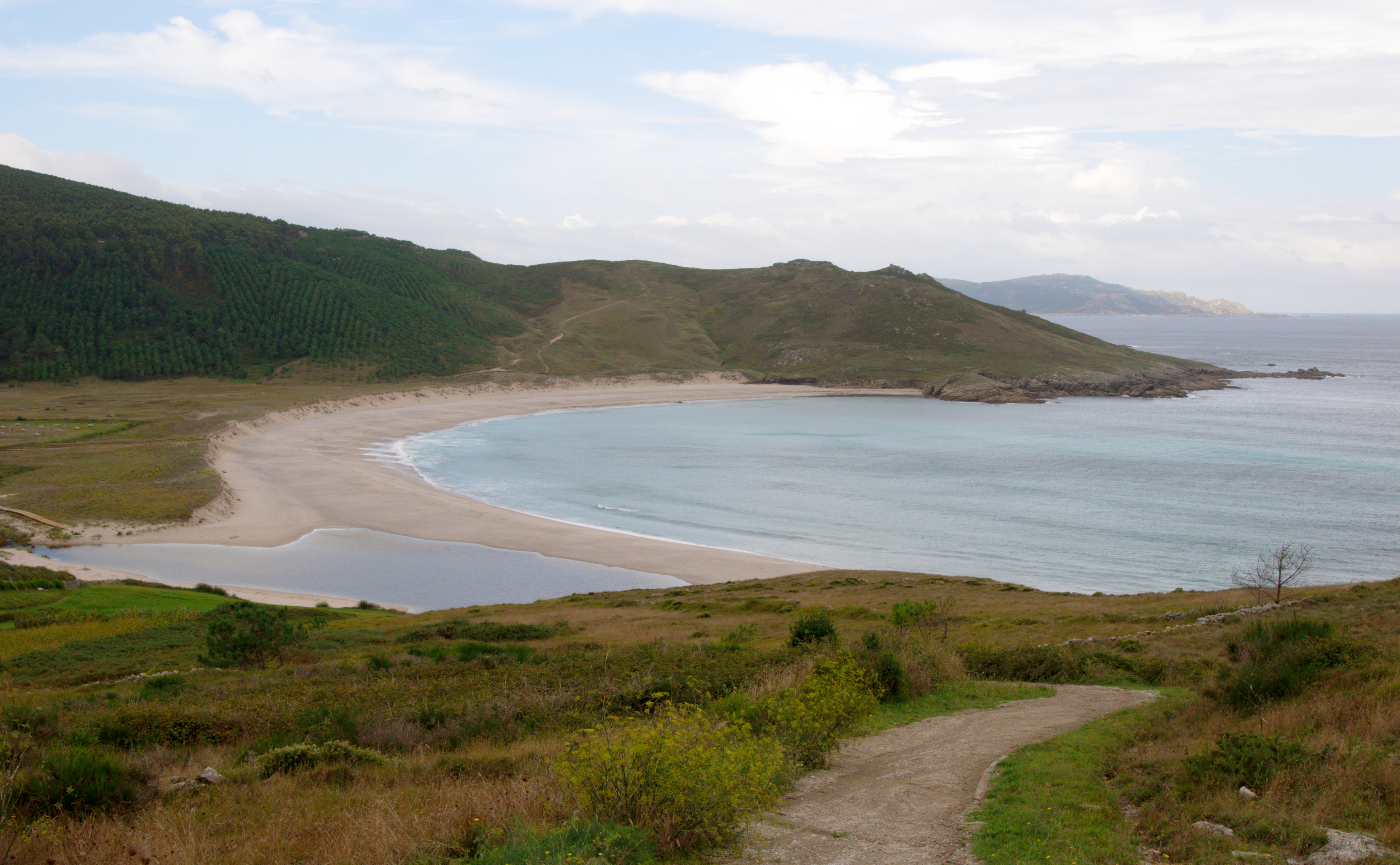
Vista de la playa desde el noreste.
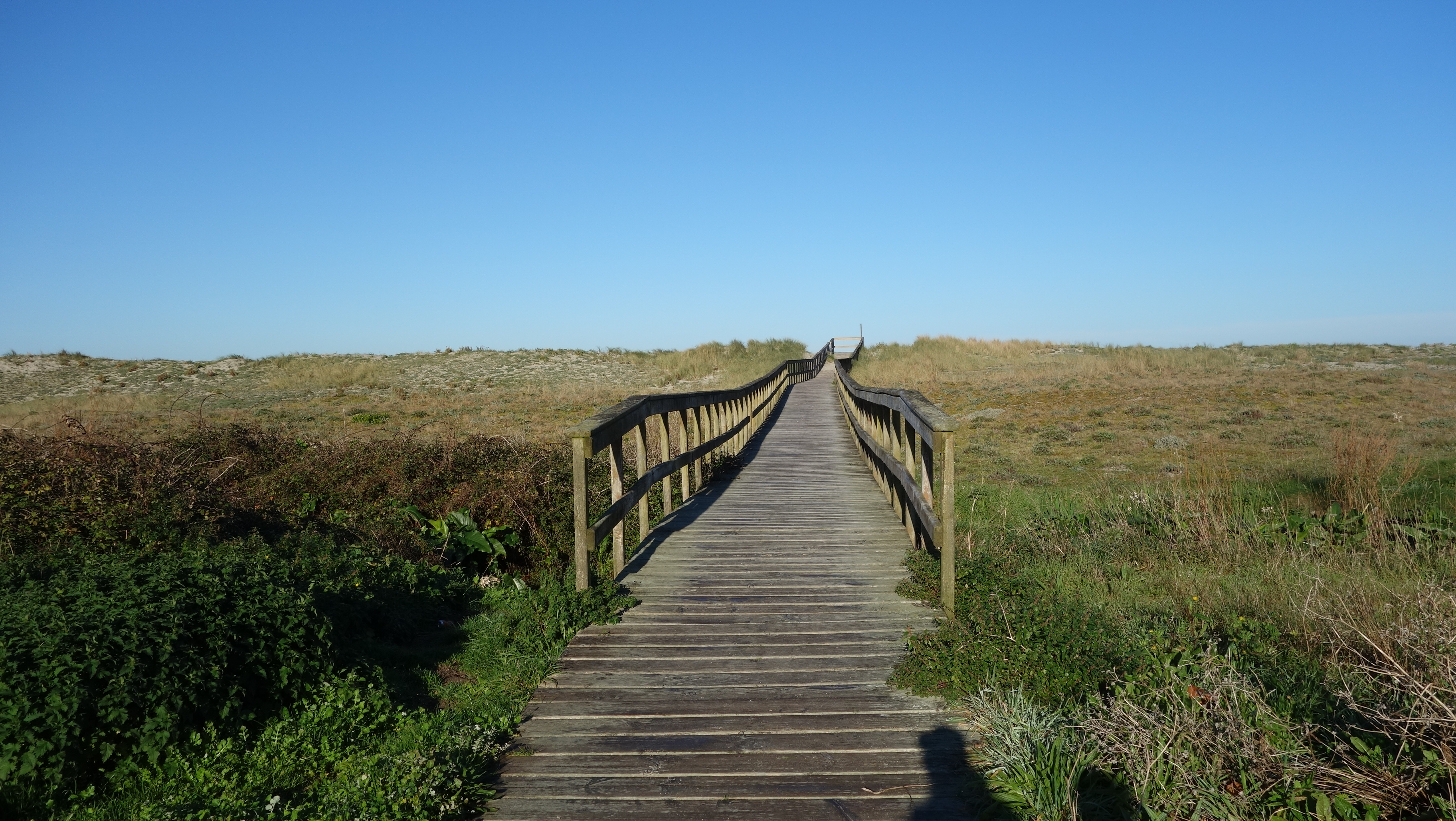
Pasarela para acceder a la playa.